# Adem
Adem, (pronúncia em português: [ˈadɐ̃j] ou [ˈadẽj]), Áden, (pronúncia em português: [ˈadɛn]) ou Adém (pronúncia em português: [aˈdɐ̃j] ou aˈdẽj) — árabe: عدن ; AFI: [/ˈʕɑdæn/] — é uma cidade no Iêmen, 170 quilômetros a leste do estreito de Babelmândebe. Seu antigo porto natural jaz na cratera de um vulcão extinto, o qual forma agora uma península, unida à terra firme por um pequeno istmo. Este porto, Front  Bay, foi usado inicialmente pelo antigo Reino de Auçã entre os séculos VII e V a.C. O porto moderno está situado no outro lado da península. Em 2017, a população de Adem era estimada em 1 760 923 pessoas, muitas delas refugiados da guerra. Atualmente, a cidade esta sob controle do Conselho de Transição do Sul.
Adem consiste em um conjunto de pequenas cidades: Crater, a cidade portuária  original, a cidade industrial conhecida agora como Pequena Adem (Little Aden) com sua grande refinaria de petróleo, e Almedina Axabe (Madinat ash-Sha'b), o centro governamental. Dois  subúrbios, Cormacsar (Khormaksar) e Xeique Otomão (Sheikh Othman), ficam ao norte de Crater, a cidade  velha, com o aeroporto internacional (o antigo aeroporto RAF Khormaksar) situado  entre eles. Como Adem envolve o lado oriental do porto, Pequena Adem forma sua imagem  espelhada, envolvendo-a no lado ocidental. Pequena Adem tornou-se a sede da refinaria de  petróleo e porto dos petroleiros. Ambos eram operados pela British Petroleum.
Adem foi a capital da República Democrática Popular do Iêmen até a unificação deste  país com a República Árabe do Iêmen quando foi declarada zona de livre comércio. Deu seu nome ao Golfo de Adem.

## História

### Antiguidade

Adem (Braun & Hogenberg, 1590)

A conveniente posição do porto na rota marítima entre Índia e Europa tem feito de Adem objeto de desejo para governantes que buscaram obter sua posse em vários momentos através da História. Conhecido como Arábia Félix no século I a.C., era um  ponto de baldeação para o comércio do Mar Vermelho, mas viveu dias difíceis quando  novas técnicas de navegação permitiram contorná-lo e realizar a ousada travessia direta para a Índia no século I, de acordo com o Périplo do Mar Eritreu. A mesma  obra descreve Adem como "um vilarejo praiano", o que seria uma boa descrição da cidade de Crater antes que ela começasse a se expandir. Não há menção de fortificação, mas  nesta época, Adem era muito mais uma ilha do que uma península, visto que o istmo não estava ainda tão desenvolvido quanto hoje.

### Idade Média
Embora a civilização pré-islâmica de Himiar fosse capaz de construir grandes  estruturas, parecem ter havido poucas fortificações nesse período. Construções em Maribe e em outros lugares no Iêmen e do Hadramaute, tornam isso claro e a  cultura sabeia era também capaz disso. Assim, é possível que tenham existido  torres de vigia, posteriormente destruídas. Todavia, os historiadores árabes Ibn al  Mojawir e Abu Makhramah atribuem a primeira fortificação de Adem à Beni Zuree'a. O  objetivo parece ter sido duplo: manter afastadas as forças hostis e garantir as contas  públicas através do controle de movimentação de bens – impedindo o contrabando.  Em sua form original, parte desta obra era relativamente frágil, mas depois de 1175, começou a ser reconstruída de forma mais sólida.

### Domínio britânico
Em 19 de janeiro de 1839 a Companhia Britânica da Índia Oriental desembarcou fuzileiros navais em Adem com o intuito de parar os ataques de  piratas contra transportes britânicos para a Índia. O porto fica equidistante do Canal de Suez, Bombaim e Zanzibar, os quais eram todos importantes possessões do antigo Império Britânico. Adem tinha sido um local de parada para  marujos do mundo antigo. Lá, suprimentos, particularmente água, eram repostos. Assim,  em meados do século XIX, tornava-se necessário repôr carvão e água de caldeira.  Assim, Adem recebeu um terminal carvoeiro em Steamer Point. Adem permaneceu sob controle britânico até 1967.
Adem foi governado como parte da Índia Britânica até 1 de abril de 1937, quando se tornou a Colônia de Adem, uma colônia da Coroa britânica. A mudança no governo foi um passo rumo a mudança nas unidades  monetárias. Quando o Império Indiano seguiu seu próprio rumo, as rúpias hindus (divididas em anas), foram substituídas em Adem por xelins da África Oriental. O interior de Adem e Hadramaute foram também frouxamente unidos aos  britânicos como o Protetorado de Adem, o qual era supervisionado de Adem.

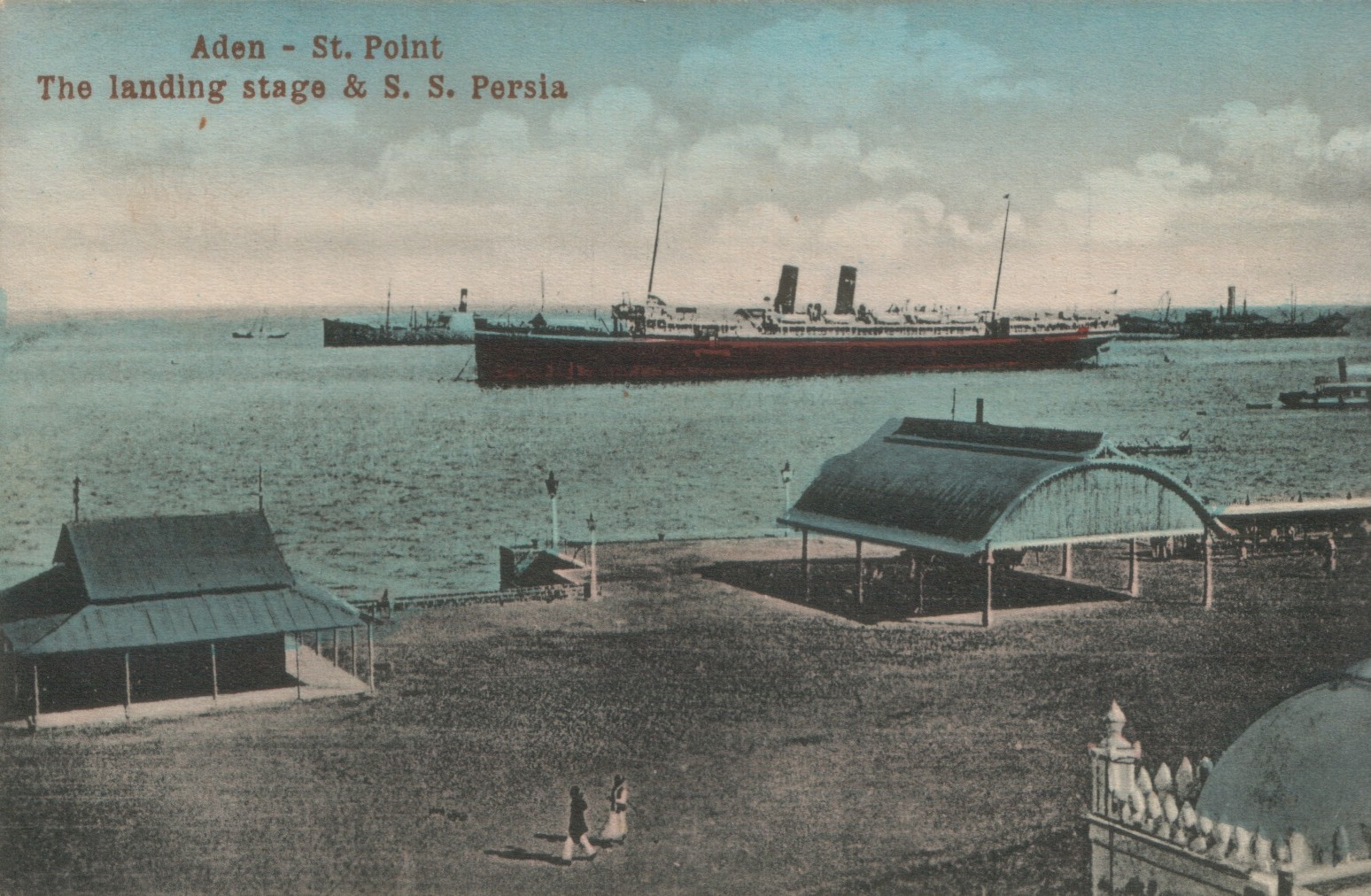
Porto de Adem (cerca de 1910). Navios ao largo de Steamer Point na entrada do atual [http://www.portofaden.com/ApproachChannel.gif porto interior

A localização de Adem também o tornou um porto popular de intercâmbio de  correspondência transitando entre os lugares em redor do Oceano Índico e Europa. Há  registros de correspondência remontando a 15 de junho de 1839, embora um chefe de  correios não tenha sido indicado até 1857. Adem usou selos da Índia  Britânica até tornar-se colônia da Coroa em 1937. Embora estes selos não tragam nenhuma  identificação especial, podem ser reconhecidos pelo uso do número 124 em  cancelamentos postais, o qual foi atribuído à Adem como parte do sistema numérico  postal indiano. Logo que Adem tornou-se colônia da Coroa, recebeu uma série de selos  ilustrados com o seu nome grafado.
Em 1939, uma nova série de selos incluiu um retrato de Rei Jorge VI, mas os sultões em Hadramaute (cujos territórios estavam sob a jurisdição do Protetorado de Adem desde a década de 1880), levantaram objeções, e então o governo britânico emitiu uma série em separado, em 1942, contendo as inscrições adicionais Estado Kathiri de Seiune e  Estado Qu'aiti de Xaer e Mucala (posteriormente, Estado Qu'aiti em Hadramaute), além de retratos dos respectivos sultões. Todos estes tipos eram válidos em Adem e no Protetorado de Adem.

#### Little Aden (de 1955 à 1967)
Little Aden ainda é dominada pela refinaria de petróleo construída pela British Petroleum. Little Aden também ficou bastante conhecida por seu terminal de  petroleiros dotado de instalações de apoio completas para os marinheiros, incluindo  piscina e bar com ar condicionado. As áreas de alojamento para o pessoal da  refinaria eram conhecidas por seus nomes árabes originais, Bureica e Gadir.
Bureika era constituída por alojamentos de madeira, construídos para acomodar os  milhares de técnicos e operários importados para construir a refinaria, posteriormente  convertidos em casas para famílias, acrescidos de casas pré-fabricadas, as  "Riley-Newsums", também encontráveis em algumas regiões da Austrália (Woomera). Bureika tinha também um balneário protegido e um Clube de Praia.
As casas de Ghaddir foram construídas em pedra, principalmente da pedreira local de  granito; muitas destas casas ainda permanecem de pé atualmente, ocupadas agora por  moradores nativos abastados de Big Aden. Little Aden tem também uma câmara municipal e  vilas de pescadores pitorescas, incluindo a Lobster Pots de Ghaddir. O exército  possui grandes acampamentos em Bureika e no Vale do Silêncio, em Falaise Camp;  eles protegeram com sucesso o pessoal e as instalações da refinaria durante distúrbios,  com algumas poucas exceções. Havia escola para as crianças do jardim de infância  até o nível primário; depois disso, as crianças eram levadas de ônibus para a Isthmus  School em Khormaksar. Todavia, isto teve de ser interrompido durante a Emergência  de Adem.

### Federação do Sul da Arábia e a Emergência de Adem

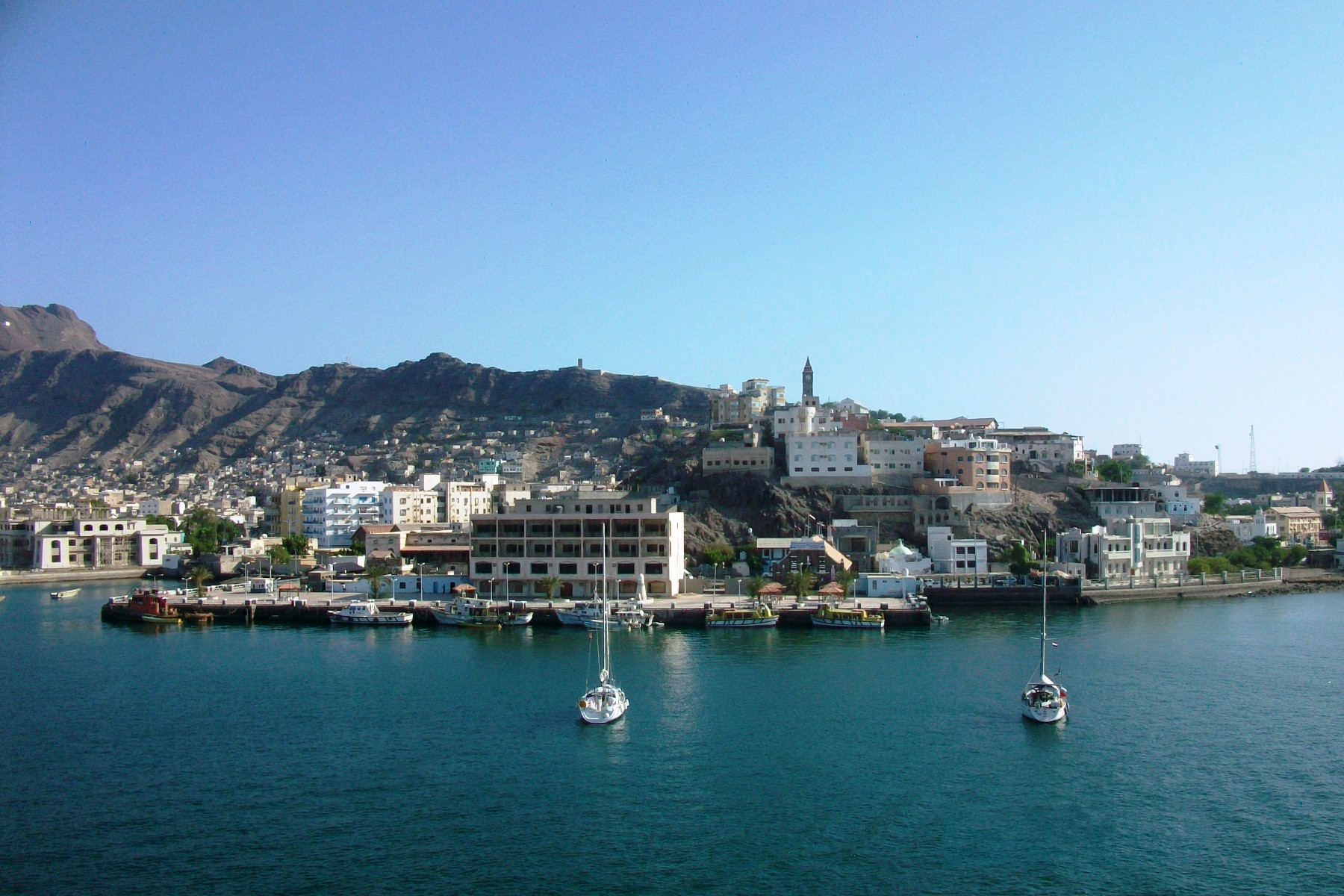
O porto de Adem

Embora com a perda do Canal de Suez em 1956, Adem tenha se tornado a principal base na região para os britânicos, a crescente influência geopolítica do vizinho Iêmen do Norte, levou-os a buscar tentar gradualmente unir os estados díspares da região, na preparação para uma eventual independência. Em 18 de janeiro de 1963, a Colônia de Adem foi incorporada na Federação dos Emirados Árabes do Sul, como Estado de Adem (contra os desejos da maioria da população da cidade) e a Federação foi renomeada como Federação da Arábia do Sul (FAS).
Uma rebelião contra o domínio britânico, conhecida como "Emergência de Adem" começou  com um ataque com granadas efetuado pela Frente Nacional de Libertação (FNL) contra o Alto Comissariado Britânico em 10 de dezembro de 1963, matando uma pessoa e ferindo cinquenta. Um "estado de emergência" foi declarado.

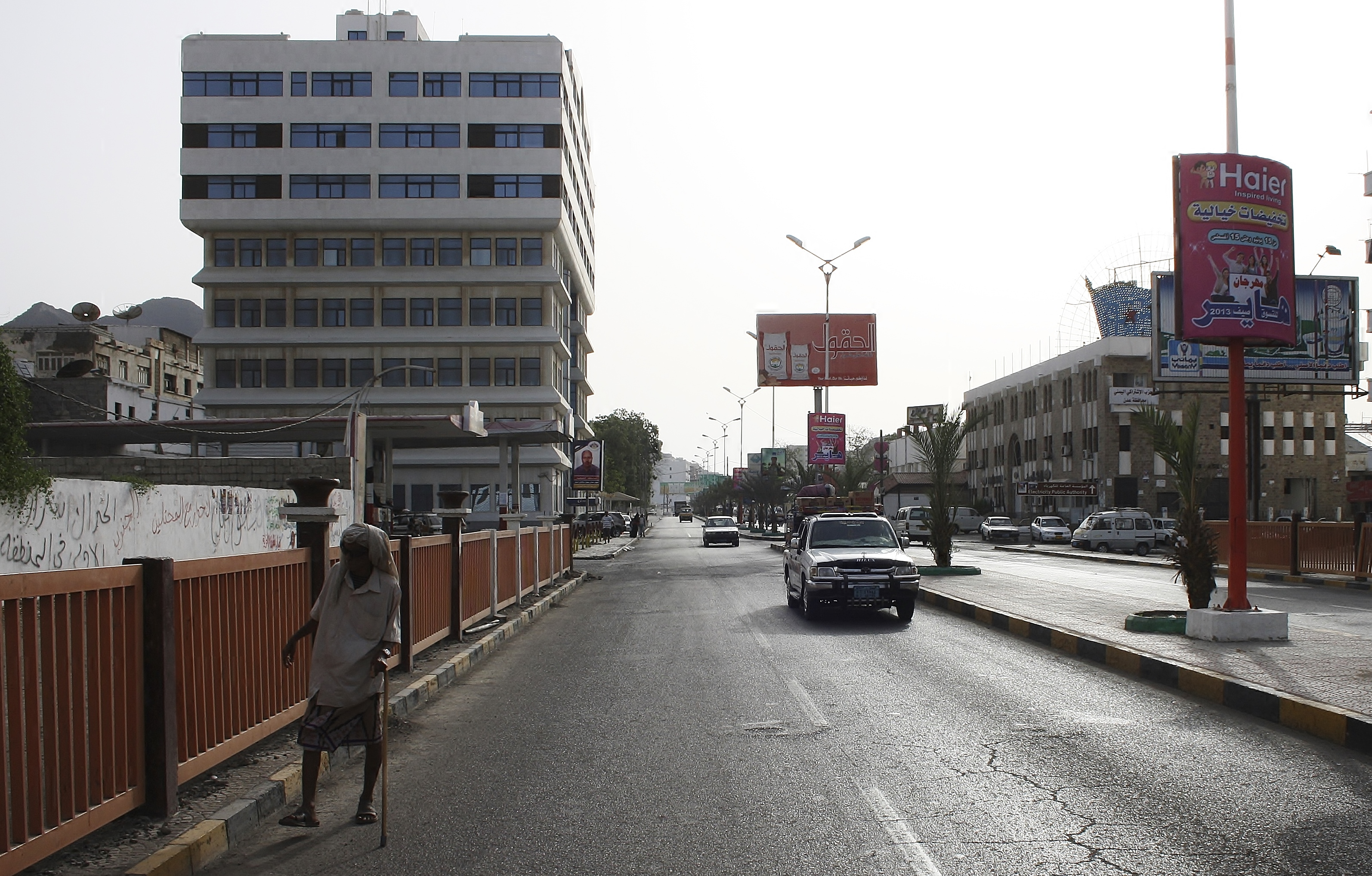
As ruas de Adem, em 2013

Em 1964, a Grã-Bretanha anunciou sua intenção em conceder independência à FAS em 1968, mas também que as tropas britânicas permaneceriam em Adem. Todavia, em  Janeiro de 1967, houve levantes em massa organizadas por simpatizantes da FNL e  de sua rival, a Frente de Libertação do Sul do Iêmen Ocupado (FLSIO), no velho bairro  árabe de Adem, os quais continuaram até meados de Fevereiro, a despeito da intervenção  das tropas britânicas. Durante o período, foram feitos muitos ataques contra as tropas,  e um avião DC-3 da Aden Airlines foi destruído no ar, não havendo  sobreviventes.
Em 30 de Novembro de 1967, os britânicos finalmente partiram, deixando Adem e o  restante da FSA sob controle da FNL. Os fuzileiros navais, que haviam sido as primeiras  tropas britânicas a ocupar Adem, em 1839, foram as últimas a sair.

### Independência
Adem tornou-se a capital da nova República Popular do Iêmen do Sul a qual foi renomeada para República Democrática Popular do Iêmen em 1970. Com a unificação do Iêmen setentrional e meridional em 1990, Adem deixou de ser uma capital nacional, mas permaneceu como a capital do Governorado de Adem, o qual cobria uma área similar àquela da Colônia de Adem.
A partir de 21 de Maio de 1994, Adem tornou-se brevemente o centro da separatista República Democrática do Iêmen mas foi reocupado pelas tropas da República do Iêmen em 7 de Julho de 1994.

### Ações terroristas e combates na cidade

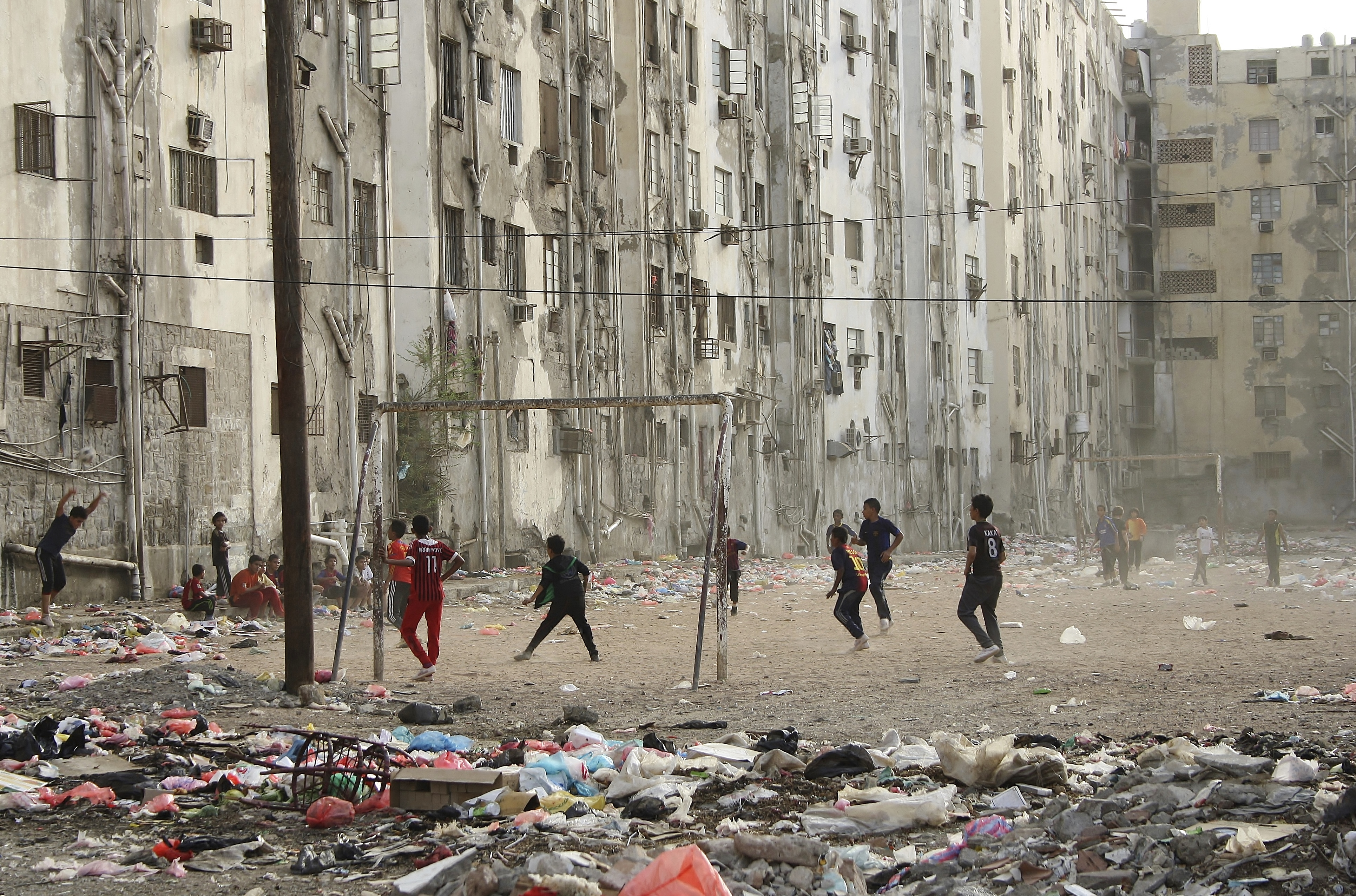
A cidade de Adem, no coração da Crise Iemenita

Em 29 de Dezembro de 1992, a Al Qaeda conduziu seu primeiro ataque terrorista em Adem, explodindo uma bomba no Gold Mihor Hotel, onde sabia-se que militares norte-americanos haviam estado em trânsito para a Operação "Restore Hope" na Somália. Um iemenita e um turista austríaco morreram no ataque.
Membros da Al Qaeda tentaram explodir o USS The Sullivans no porto de Adem como parte de seus planos de ataque para o ano 2000. O bote que carregava os explosivos afundou, e o plano de ataque foi abortado. Em 12 de outubro do mesmo ano, a organização terrorista obteve sucesso com um ataque ao USS Cole, causando graves avarias à embarcação.
A Arábia Saudita e seus aliados realizaram ataques aéreos contra militantes houthis após seu avanço sobre Adem, em Abril de 2015.
Em 6 de dezembro de 2015, um atentado com bombas, resultou na morte do governador da cidade, Jaarfar Mohammed Saad e mais seis pessoas de sua comitiva, quando se deslocavam de carro para o trabalho no centro da cidade. O ataque foi reivindicado pelo Estado Islâmico (ISIS).
Durante a Guerra Civil Iemenita, a cidade foi palco de várias batalhas e de pesados bombardeios aéreos de uma coalizão militar árabe liderada pela Arábia Saudita. Foi por anos a sede do governo nominal de Abd Rabbuh Mansur Al-Hadi, até que ele perdeu o controle da cidade para as forças separatistas do Conselho de Transição do Sul em janeiro de 2018.